# ILO (motorfiets)

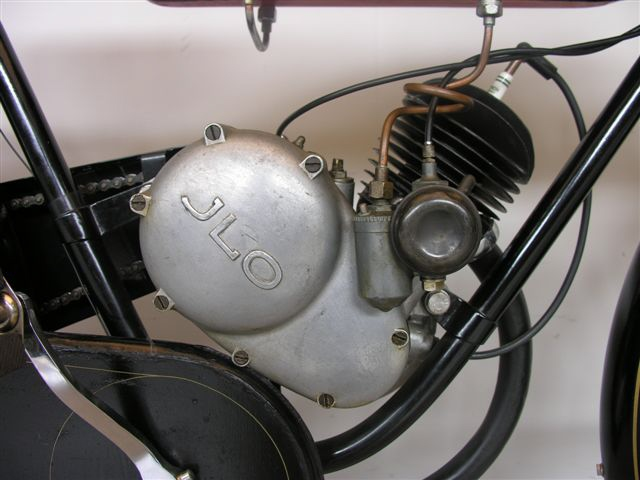
ILO-98cc-tweetaktmotor uit 1934

ILO is een historisch Duits merk van inbouwmotoren en motorfietsen. De bedrijfsnaam was Norddeutsche Maschinenfabrik GmbH, Pinneberg-Holstein (1923-1967).

## Geschiedenis
De Norddeutsche Maschinenfabrik werd in 1911 opgericht door Heinrich Christiansen. Begin jaren twintig begon de productie van men tweetaktmotoren met geforceerde luchtkoeling onder de naam ILO. De naam ILO is ontleend aan het Esperanto en betekent "werktuig".
Het merk werd vooral bekend van de productie van inbouwmotoren voor andere merken. Een belangrijke afnemer was Tempo, dit bedrijf in Hamburg maakte driewielers en ILO leverde zo'n 278.000 motoren aan het bedrijf in de periode 1928 en 1966. Tussen 1923 en 1925 werden er ook complete motorfietsen van 117, 132, 147 en 170 cc geproduceerd. Na de Tweede Wereldoorlog werden ook complete bromfietsen gemaakt tot 1967. Tijdens de hoge economische groei na de Tweede Wereldoorlog deed het bedrijf goede zaken, er werden veel tweewielers verkocht en fabrikanten als Hercules en Dürkopp monteerden ILO-motoren. In 1952 werd in München een dochteronderneming opgezet. Ook de Nederlandse bromfietsmerken Sparta en Batavus maakten gebruik van ILO-motoren.
In 1957 werd het bedrijf verkocht aan de Amerikaanse Rockwell Mfg. Co. Onder de naam ILO werden nu ook kart- en sneeuwscooter-motoren gemaakt. Het bedrijf was daarmee de grootste fabrikant van tweetaktmotoren in Duitsland en telde 1500 medewerkers.
In 1977 werd het bedrijf opnieuw verkocht, ditmaal aan de Amerikaanse firma Tecumseh, die grasmaaiers maakte. De concurrentie uit Japan was moordend en de resultaten stonden onder druk. In 1991 werd de productie ook bij Tecumseh gestaakt.
Op de plek van de fabriek is een woonwijk gekomen die de naam Ilo heeft gekregen. Het oude poortgebouw, gebouwd in 1932, is behouden en opgeknapt.
Door de gestileerde "I" in het logo werd in de volksmond meestal van JLO gesproken. Er werd zelfs vaak met de letters "JLO" geadverteerd.

## Spot- en bijnamen
- ILO-48cc- en 60cc-hulpmotor vanaf 1926: Biefstukwarmer
- Je Loopt je een Ongeluk
- Jaren Lang Onderhoud

## Galerij

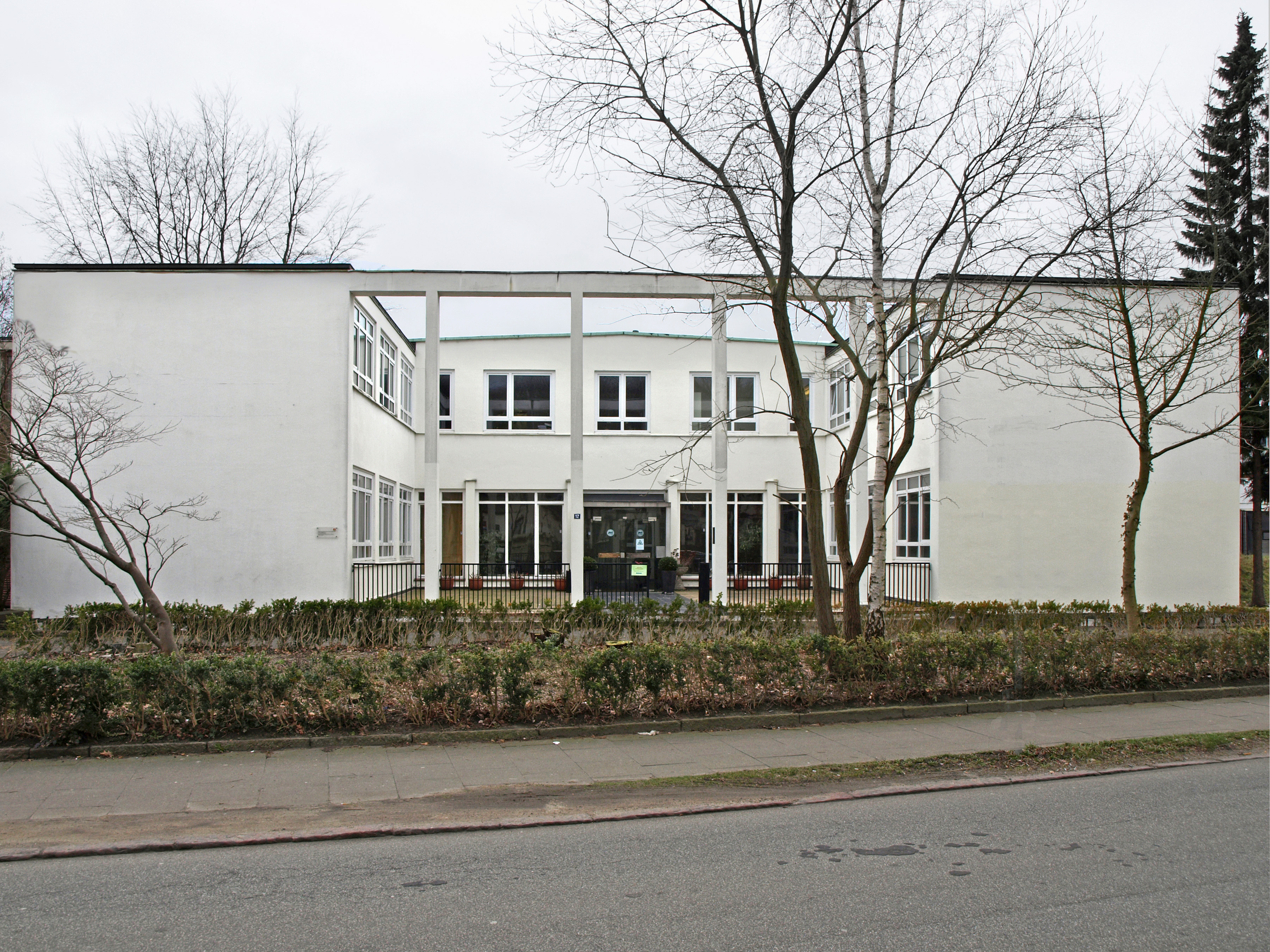
ILO gebouw
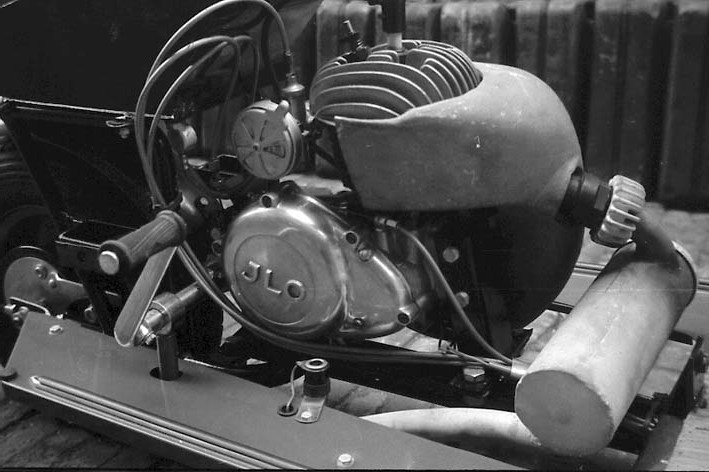
ILO-188cc-motor in een Centro-scooter
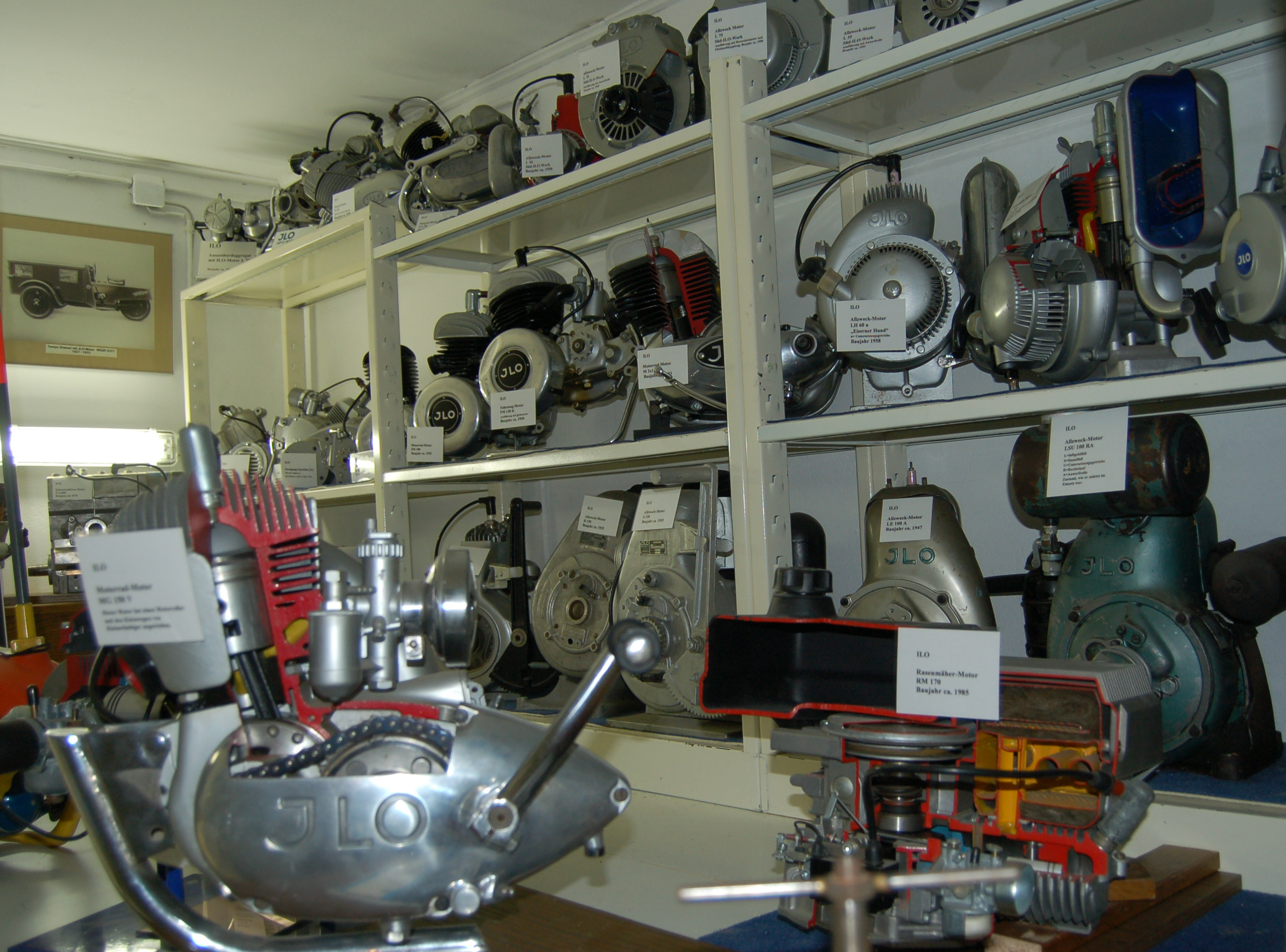
Verzameling ILO-motoren in het Stadt und Heimatgeschichtliches Museum in Uetersen
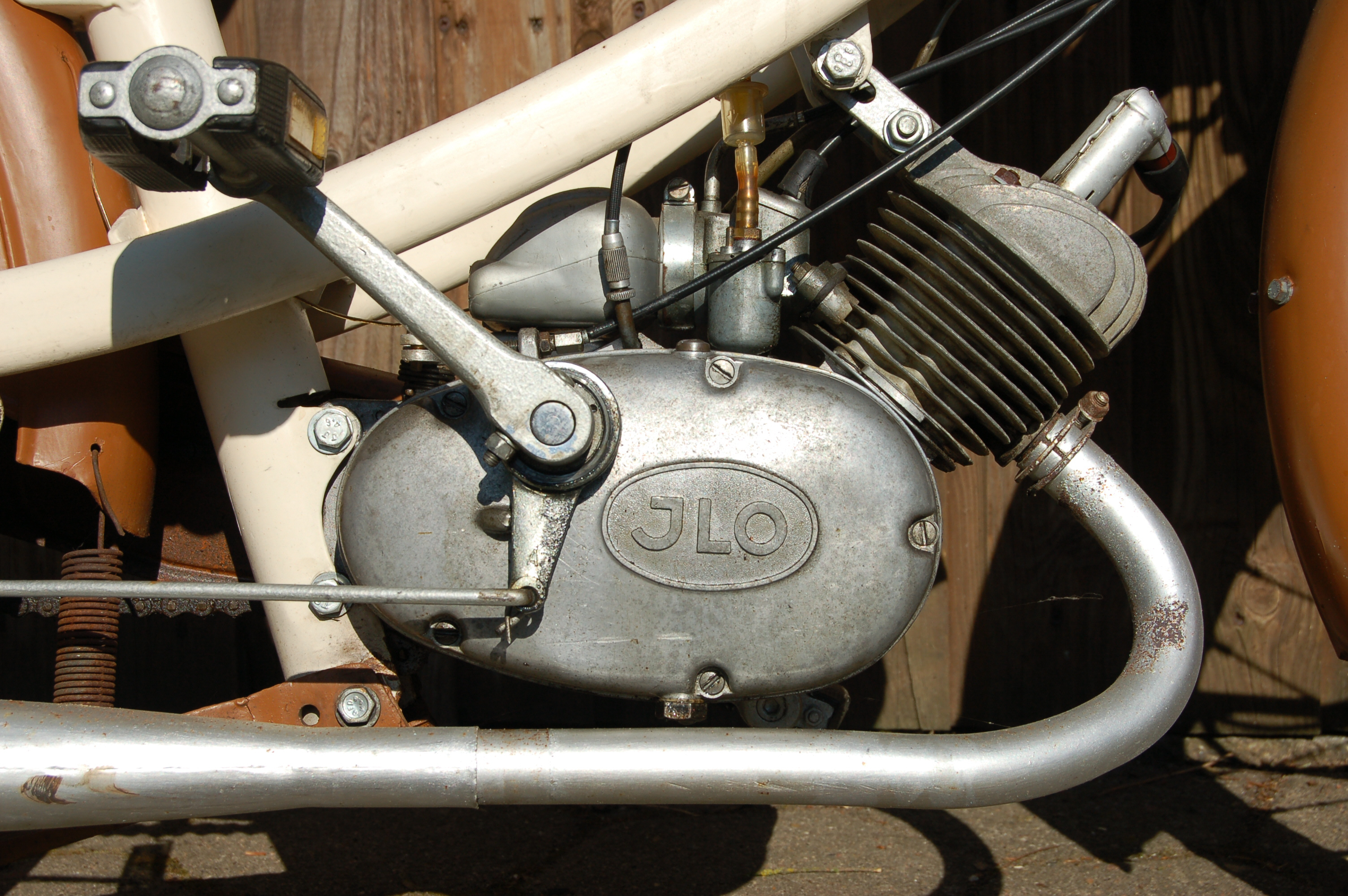
ILO-bromfietsblok met inwendig een "pianosnaar" (tandriem)